# Rhamphomyia litoralis
Rhamphomyia litoralis är en tvåvingeart som beskrevs av Saigusa 1994. Rhamphomyia litoralis ingår i släktet Rhamphomyia och familjen dansflugor. Inga underarter finns listade i Catalogue of Life.